# Кшишковяк, Здзислав
Здзислав Людвик Кшишковяк (пол. Zdzisław Ludwik Krzyszkowiak; 3 августа 1929, Велихово, Великопольское воеводство — 24 марта 2003, Варшава) — польский легкоатлет, олимпийский чемпион и чемпион Европы.

## Биография
Родился в 1929 году в Велихово.
С раннего детства его преследовали болезни, затем к ним добавились травмы и невезение. Про него шутили, что он чаще бывает в больнице, чем на стадионе.

### Спортсмен
В 1951 году вошёл в сборную Польши, тренировался под руководством Яна Мулака.
Кшишковяк входил в группу лучших польских бегунов на длинные дистанции — «Вундертим» (Ежи Хромик, Алоизий Грай, Станислав Ожуг и Мариан Йохман). Позднее в группу вошёл Казимеж Зимны. Долгое время он был тенью Кшишковяка и всегда ему проигрывал. Когда результаты Кшишковяка стали снижаться, Зимны стал первым номером в Польше и одним из лучших бегунов мира.
В 1952—1962 годах Кшишковяк 13 раз становился чемпионом ПНР на дистанциях 5000 м, 10 000 м, 3000 м с препятствиями. В 1956 году принял участие в Олимпийских играх в Мельбурне, где стал 4-м на дистанции 10 000 м, а на дистанции 3000 м с препятствиями был вынужден отказаться от участия в финале, так как его покусала собака в олимпийской деревне. В 1958 году завоевал две золотые медали чемпионата Европы. Двукратный чемпион Спартакиады дружественных армий 1958 в беге на 5000 и 10 000 метров. В 1960 году на Олимпийских играх в Риме стал чемпионом на дистанции 3000 м с препятствиями, а на дистанции 10 000 м был 7-м. В 1961 году установил новый мировой рекорд (8 мин 30,4 сек) на дистанции 3000 м с препятствиями.
Несколько раз участвовал в кроссе «Юманите», и в 1958 году был там первым.
В 1963 году из-за травмы был вынужден завершить спортивную карьеру.

### Тренер
После ухода из спорта занимался тренерской работой, но особых успехов не достиг.

## Результаты

### Соревнования
предварительные забеги/соревнования
| Год  | Соревнование            | Город     | Дистанция  | Дата        | Результат          | Место          | Видео/Фото/ Кинограмма |
| ---- | ----------------------- | --------- | ---------- | ----------- | ------------------ | -------------- | ---------------------- |
| 1956 | Летние Олимпийские игры | Мельбурн  | 10 000 м   | 23 ноября   | 29.05,0 (29.05,41) | 4              |                        |
| 1956 | Летние Олимпийские игры | Мельбурн  | 3000 м с/п | 27 ноября   | 8.48,0 (8.48,29)   | 5 Q (забег 1)  |                        |
| 1956 | Летние Олимпийские игры | Мельбурн  | 3000 м с/п | 29 ноября   | DNS                | —              |                        |
| 1958 | Чемпионат Европы        | Стокгольм | 5000 м     | 21 августа  | 14.12,4            | 4 Q (забег 2)  |                        |
| 1958 | Чемпионат Европы        | Стокгольм | 5000 м     | 23 августа  | 13.53,4 MR         | I              |                        |
| 1958 | Чемпионат Европы        | Стокгольм | 10 000 м   | 19 августа  | 28.56,0 MR, NR*    | I              |                        |
| 1960 | Летние Олимпийские игры | Рим       | 10 000 м   | 8 сентября  | 28.52,4 (28.52,75) | 7              |                        |
| 1960 | Летние Олимпийские игры | Рим       | 3000 м с/п | 1 сентября  | 8.49,6             | 1 Q (забег 2)  |                        |
| 1960 | Летние Олимпийские игры | Рим       | 3000 м с/п | 3 сентября  | 8.34,2 OR          | I              |                        |
| 1962 | Чемпионат Европы        | Белград   | 3000 м с/п | 14 сентября | 8.49,8 SB          | 5 NQ (забег 1) |                        |

| Год  | Матч         | Город              | Дистанция       | Дата       | Результат | Место |
| ---- | ------------ | ------------------ | --------------- | ---------- | --------- | ----- |
| 1958 | Польша — ФРГ | Варшава            | 5000 метров     | 12 октября | 14.05,4   | 1     |
| 1958 | Польша — ФРГ | Варшава            | 3000 метров с/п | 13 октября | 8.41,0    | 1     |
| 1960 | Польша — ФРГ | Варшава            | 5000 метров     | 1 октября  | 13.52,6   | 1     |
| 1960 | Польша — ФРГ | Варшава            | 3000 метров с/п | 2 октября  | 8.35,0    | 1     |
| 1962 | Польша — ФРГ | Франкфурт-на-Майне | 3000 метров с/п | 14 октября | DNF       | —     |

1. ↑  упал в яму с водой примерно за девятьсот метров до финиша

## Награды
- Командорский крест со звездой Ордена Возрождения Польши (1998)[4]
- Офицерский крест Ордена Возрождения Польши (1960)[5]

## Память
- Стадион имени Здзислава Кшишковяка (Быдгощ).